# Britteny Cox
Britteny („Britt“) Cox (* 29. September 1994 in Wodonga, Victoria) ist eine ehemalige australische Freestyle-Skierin. Sie war auf die Buckelpisten-Disziplinen Moguls und Dual Moguls spezialisiert. Ihre größten Erfolge sind der Moguls-Weltmeistertitel 2017 sowie der Gesamtweltcupsieg und der Gewinn der Disziplinenwertung in der Saison 2016/17.

## Biografie
Cox wuchs in Mount Beauty (Alpine Shire) im Bundesstaat Victoria auf. Im nahe gelegenen Skiresort Falls Creek erlernte sie bereits im Alter von 18 Monaten das Skifahren. Als Achtjährige gewann sie ihren ersten Moguls-Wettbewerb, die Schulmeisterschaften von Victoria. Sie wurde ins Förderprogramm des New South Wales Institute of Sport aufgenommen und trat zunächst im Europacup sowie im Australian New Zealand Cup an. Ihr Debüt im Freestyle-Weltcup hatte sie am 14. Januar 2010 in Deer Valley. Zwei Tage später gewann sie dort mit Platz 29 die ersten Weltcuppunkte.
Mit 15 Jahren und 138 Tagen war Cox bei den Olympischen Winterspielen 2010 in Vancouver, die jüngste aller Teilnehmer und die zweitjüngste Australierin der Geschichte, die ihr Land bei Winterspielen vertrat. Dort erreichte sie im Moguls-Wettbewerb Platz 23. In der Weltcupsaison 2010/11 waren zwei 18. Plätze ihre besten Ergebnisse. Bei den Weltmeisterschaften 2011 in Deer Valley wurde sie Zwölfte im Dual-Moguls-Wettbewerb. Nach mehreren Ergebnissen im Mittelfeld zu Beginn der Saison 2011/12 fuhr sie am 3. Februar 2012 im Moguls-Wettbewerb von Deer Valley auf den dritten Platz und erzielte damit ihre erste Weltcup-Podestplatzierung. Ein weiterer dritter Platz kam während der Saison 2012/13 hinzu. Bei den Weltmeisterschaften 2013 in Voss wurde sie Achte im Dual Moguls und Zehnte im Moguls-Wettbewerb.
In der Weltcupsaison 2013/14 war Cox’ bestes Ergebnis ein vierter Platz. Sie qualifizierte sich damit für die Olympischen Winterspiele 2014 in Sotschi und erzielte dort den fünften Platz. Im Winter 2014/15 gelang ihr ein dritter Platz in Deer Valley. Bei den Weltmeisterschaften 2015 am Kreischberg gewann sie hinter Justine Dufour-Lapointe und Hannah Kearney die Bronzemedaille im Moguls-Wettbewerb, während sie im Dual Moguls den fünften Platz belegte. Nach einer eher enttäuschenden Saison 2015/16 (das beste Weltcupergebnis war ein siebter Platz) dominierte Cox im Winter 2016/17 fast nach Belieben. Sie gewann in Ruka, Lake Placid, Calgary, Deer Valley, Pyeongchang, Tazawako und Thaiwoo. Hinzu kamen zwei weitere Podestplätze, womit sie überlegen die Gesamtweltcupwertung und die Moguls-Disziplinenwertung für sich entschied. Beim Saisonhöhepunkt, den Weltmeisterschaften 2017 in der Sierra Nevada, gewann sie die Moguls-Goldmedaille und erreichte Platz 7 im Dual-Moguls-Wettbewerb.
In der Saison 2017/18 gewann Cox zwei weitere Weltcupwettbewerbe in Ruka und Calgary, während sie bei den Olympischen Winterspielen 2018 in Pyeongchang wie vier Jahre zuvor Fünfte wurde. Nach einer durchschnittlich verlaufenen Saison 2018/19 erreichte sie im Dezember 2019 nochmals einen dritten Platz Ruka. Kurz darauf stürzte sie in Thaiwoo schwer, wobei sie sich sechs Rippen brach sowie eine Gehirnerschütterung und einen Schlüsselbeinbruch erlitt. Dadurch verpasste sie die gesamte restliche Saison. Wieder genesen, klassierte sie sich noch sporadisch unter den besten zehn und nahm an den Olympischen Winterspielen 2022 teil. Schließlich erklärte sie im Juli 2022 ihren Rücktritt vom Spitzensport.

## Erfolge

### Olympische Spiele
- Vancouver 2010: 23. Moguls
- Sotschi 2014: 5. Moguls
- Pyeongchang 2018: 5. Moguls
- Peking 2022: 14. Moguls

### Weltmeisterschaften
- Deer Valley 2011: 12. Dual Moguls, 17. Moguls
- Voss 2013: 8. Dual Moguls, 10. Moguls
- Kreischberg 2015: 3. Moguls, 5. Dual Moguls
- Sierra Nevada 2017: 1. Moguls, 7. Dual Moguls
- Deer Valley 2019: 15. Dual Moguls, 20. Moguls
- Almaty 2021: 7. Moguls, 18. Dual Moguls

### Weltcupwertungen
| Saison  | Gesamt | Gesamt | Moguls | Moguls | Dual Moguls | Dual Moguls |
| Saison  | Platz  | Punkte | Platz  | Punkte | Platz       | Punkte      |
| ------- | ------ | ------ | ------ | ------ | ----------- | ----------- |
| 2009/10 | 139.   | 0      | 54.    | 2      | –           | –           |
| 2010/11 | 99.    | 3      | 31.    | 37     | –           | –           |
| 2011/12 | 77.    | 11     | 20.    | 148    | –           | –           |
| 2012/13 | 80.    | 16     | 17.    | 190    | –           | –           |
| 2013/14 | 75.    | 16     | 14.    | 177    | –           | –           |
| 2014/15 | 57.    | 18,22  | 15.    | 164    | –           | –           |
| 2015/16 | 73.    | 16,00  | 17.    | 128    | –           | –           |
| 2016/17 | 1.     | 81,27  | 1.     | 894    | –           | –           |
| 2017/18 | 12.    | 46,70  | 3.     | 467    | –           | –           |
| 2018/19 | 71.    | 17,00  | 15.    | 153    | –           | –           |
| 2019/20 | 109.   | 11,20  | 20.    | 112    | –           | –           |
| 2020/21 | –      | –      | 15.    | 86.    | –           | –           |
| 2021/22 | –      | –      | 15.    | 143    | 20.         | 47          |

### Weltcupsiege
Cox errang im Weltcup 16 Podestplätze, davon 9 Siege:
| Nr. | Datum             | Ort         | Land     | Disziplin   |
| --- | ----------------- | ----------- | -------- | ----------- |
| 1   | 10. Dezember 2016 | Ruka        | Finnland | Moguls      |
| 2   | 13. Januar 2017   | Lake Placid | USA      | Moguls      |
| 3   | 28. Januar 2017   | Calgary     | Kanada   | Moguls      |
| 4   | 4. Februar 2017   | Deer Valley | USA      | Dual Moguls |
| 5   | 11. Februar 2017  | Pyeongchang | Südkorea | Moguls      |
| 6   | 18. Februar 2017  | Tazawako    | Japan    | Moguls      |
| 7   | 26. Februar 2017  | Thaiwoo     | China    | Dual Moguls |
| 8   | 9. Dezember 2017  | Ruka        | Finnland | Moguls      |
| 9   | 6. Januar 2018    | Calgary     | Kanada   | Moguls      |

### Australian New Zealand Cup
- 1. Platz Moguls-Disziplinenwertung: 2012, 2016, 2017, 2018
- 2. Platz Moguls-Disziplinenwertung: 2013, 2014, 2015
- 3. Platz Moguls-Disziplinenwertung: 2020
- 19 Podestplätze, davon 8 Siege

### Weitere Erfolge
- 1 Podestplatz im Europacup
- 3 Siege in FIS-Wettbewerben